# Loretánská litanie

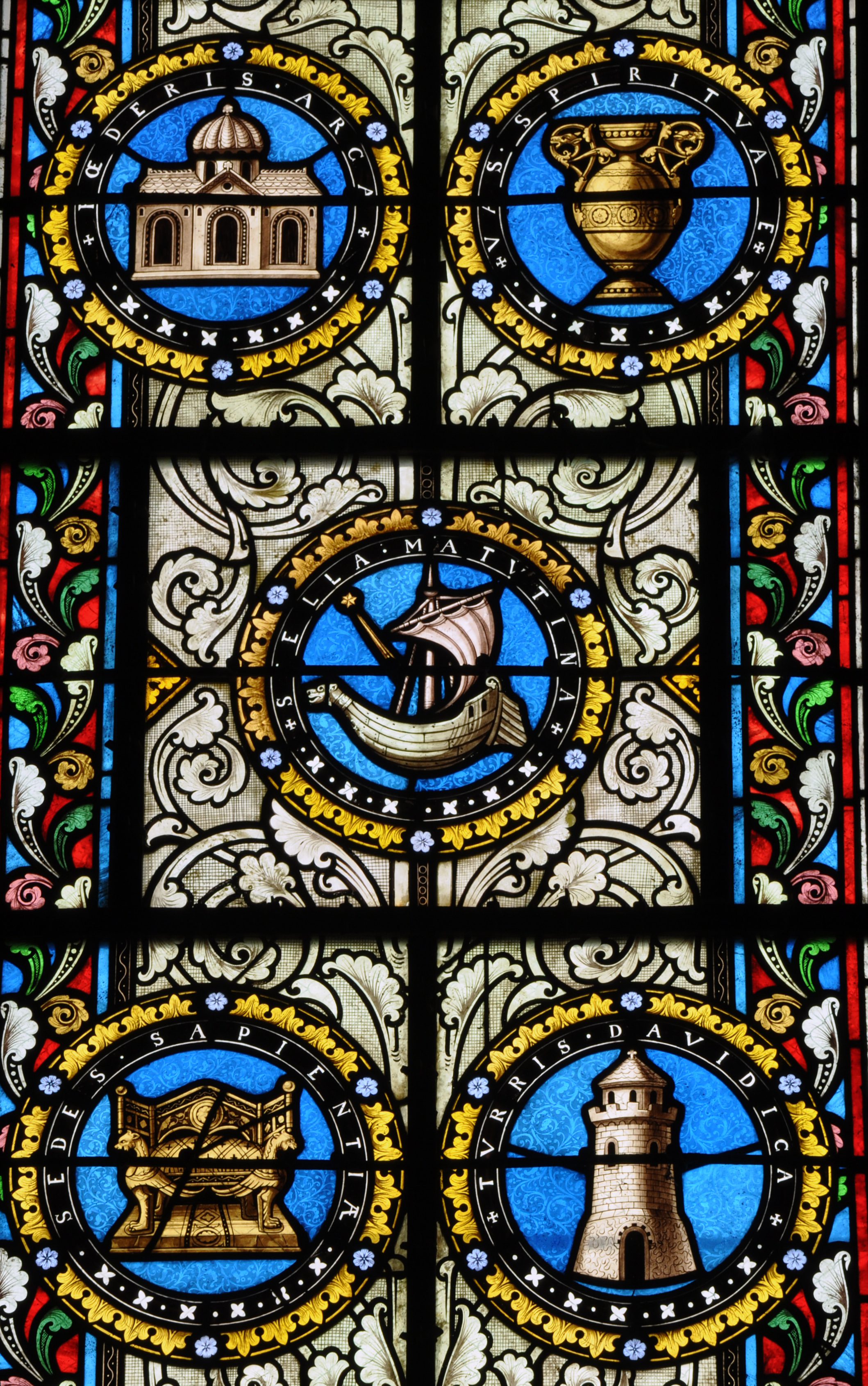
Litanie loretánská, znázorněná na vitráži kostela v Orbais-l'Abbaye

Litanie k Blahoslavené Panně Marii, také Loretánská litanie (lat. Litaniæ lauretanæ) je prosebná katolická modlitba skládající se z krátkých výzev (invokací), které pronáší kněz nebo někdo jiný při bohoslužbě anebo soukromě, a shromáždění mu odpovídají patřičnou prosbou k Panně Marii.
Litanie obsahuje mnoho titulů používaných formálně i neformálně pro Pannu Marii a často se modlívají jako invokace a responsorium ve skupinovém prostředí. Litanie k Panně Marii také zhudebnili skladatelé jako Giovanni Pierluigi da Palestrina, Marc-Antoine Charpentier (9 provedení), Wolfgang Amadeus Mozart (2 provedení), Jan Dismas Zelenka (10 provedení), Joseph Auer, a Johannes Habert.
Částečný odpustek se uděluje těm, kdo tuto litanii recitují.
V jednotném kancionálu je loretánská litanie parafrázována v mešní písni Chválu vzdejme, ó křesťané.

## Historie

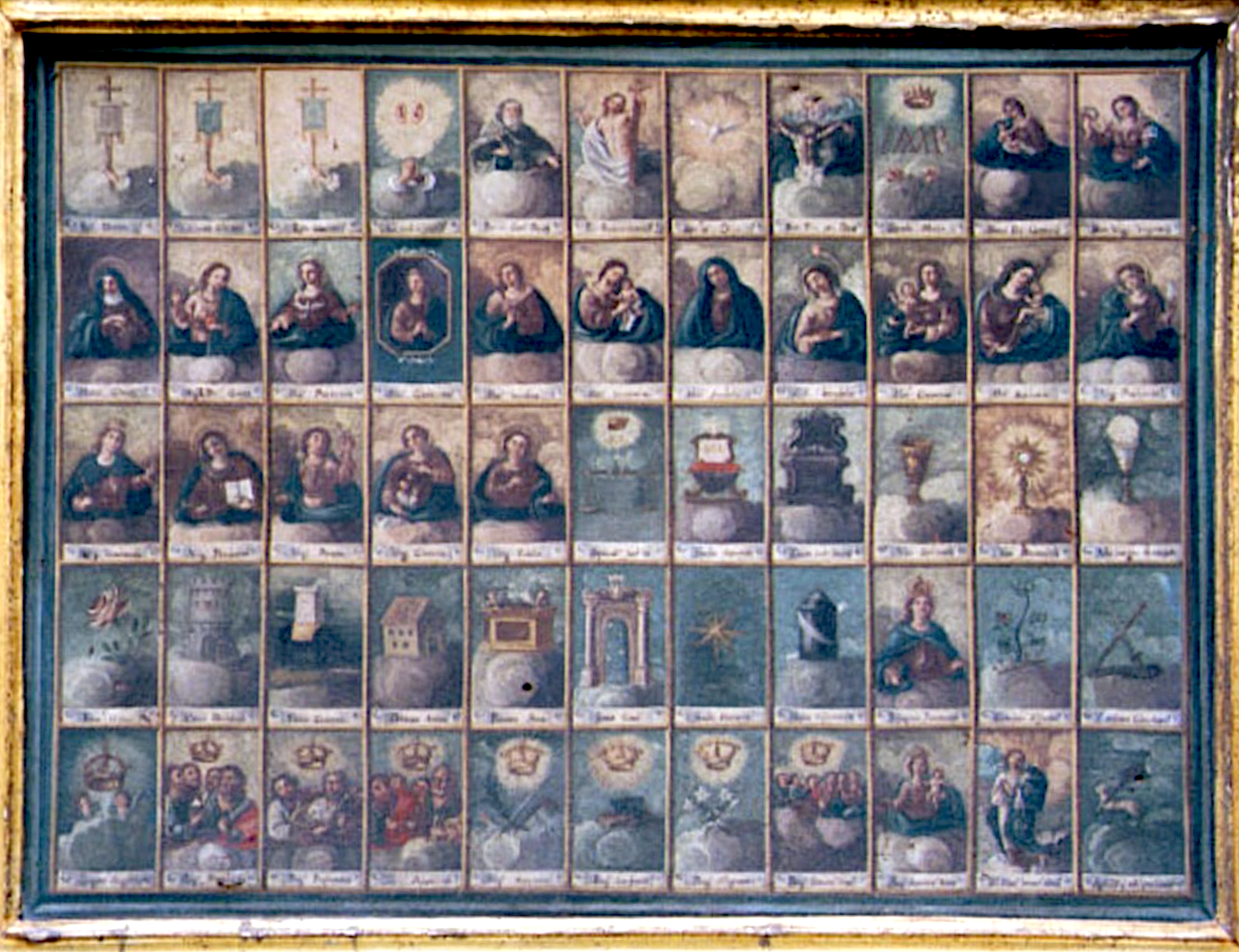
Znázornění Panny Marie z invokací loretánské litanie (Itálie, 1618)

Litanie k Blahoslavené Panně Marii je mariánská litanie původně schválená v roce 1587 papežem Sixtem V. Je známá také jako Loretánská litanie, podle svého místa původu (svatyně Panny Marie z Loreta, Loreto, Itálie), kde bylo její užívání zaznamenáno již v roce 1558. K původním invokacím byly postupně některé další přidány některými papeži.